# チャーチル (マニトバ州)
チャーチル（英：Churchill）は、カナダのマニトバ州北部にある都市。人口870人（2021年）。ハドソン湾に面し、チャーチル川の河口に位置する。植生の面からは、南のタイガ林と北西のツンドラとの遷移地帯に位置している。ワプスク国立公園はチャーチルのすぐ南にある。
チャーチルは、秋に内陸部から海岸へと移動する多くのホッキョクグマ（シロクマ）が周辺で見られることで非常に有名であり、そのことから「ホッキョクグマの首都」というニックネームを持つ。これにより観光産業が成長している。別のニックネームには、「シロイルカの首都」がある。

## 歴史
この地域では古くから多様な種類の民族が狩猟生活を行っていた。現在のイヌイットの祖先がこの地にたどり着いたのは西暦1000年頃である。1619年には、デンマークの探検隊がヨーロッパ人として初めてこの地を訪れている。彼らはこの地で冬を越したが、生き延びてデンマークに帰り着いたのは64人中3人という過酷なものであった。
1717年にはハドソン湾会社が最初の永住集落となる交易市場をチャーチル川の数マイル上流に建設した。その市場と川は、1600年代後半にハドソン湾会社の総督を務め、ウィンストン・チャーチルの祖先にあたるマールバラ公ジョン・チャーチルにちなみ名付けられた。
1900年代になり、カナダで唯一の北極海につながる主要な港がこの地に建設された。また1929年にはウィニペグと鉄道で結ばれた。

## エコツーリズム

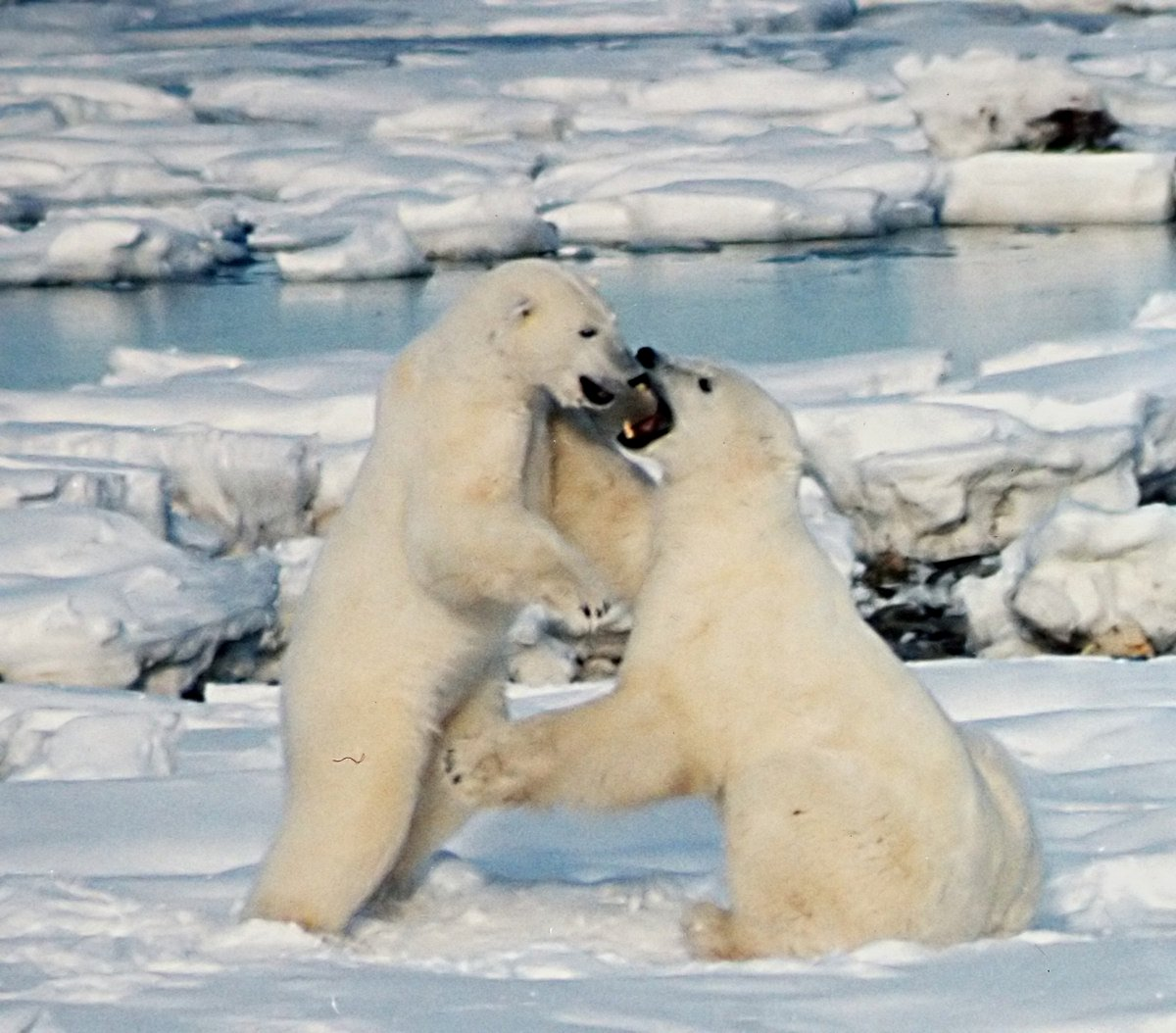
ホッキョクグマ

チャーチルは、極地研究に加え、エコツーリズムで有名である。
10月から11月上旬にかけてはホッキョクグマを見るのに適した時期である。この時期には、普段は単独行動することの多いホッキョクグマが、数百頭も集まってくるからだ。これは、彼らの主要な餌であるワモンアザラシを狩るために、海岸でハドソン湾の海水が凍るのを待っているのだと言われている。ホッキョクグマがこの場所で氷結を待つのは、チャーチル川は比較的規模が大きいため、河口付近では海水が希釈され、寒冷な気候のハドソン湾に注いでいるため、この付近の海には流氷が発生しやすいことを、ホッキョクグマが知っているためだと言われている。なお、期間が11月上旬までとなっているのは、集まってきたホッキョクグマは、海が凍ると、間もなく移動していってしまうためである。観光客は、ツンドラバギーとして知られる専用車から安全にホッキョクグマを観察することができる。ただし、生態系の破壊を防ぐためにはバギーは専用道のみを走行する必要がある。
また、7月から8月にかけて、数千頭のシロイルカがチャーチル川の河口付近で見られる。その他に、5月から8月にかけては渡り鳥が見られる。
さらに、生き物以外では、冬にはオーロラが観測されやすい。これは、ここが高緯度に位置しているため、そもそもオーロラが観測されやすく、その上、ここは冬でも極夜にこそならないものの、緯度が高いため冬季は昼が短いため、よりオーロラを観測しやすいためである。
これらが、観光客を引きつけている。

## 文化
2006年の国勢調査では、チャーチルの総人口のうち56.41%が先住民族だった。そのうち最も多かったのがチペワイアンおよびスワンピークリーの33.85%で、次にメティが16.41%、イヌイットも5.64%いた。この地域の男たちは今も多くが狩猟や釣りで生活を送っている。英語が主要言語だが、クリー語をしゃべる住民もいる。
街には公共図書館、病院、地区医療センター、託児所、スイミングプール、アイスホッケー場、カーリング場、ジム、バスケットボール場、屋内遊技場、映画館、カフェなど近代的な施設は一通り揃っている。近郊には地元のカトリック教会の教区によって運営されるエスキモー博物館があり、イヌイットが描いた絵を850点以上常設展示している。また、いにしえから現代にかけての石、骨、牙の彫刻や考古学の発掘物、野生生物の標本も展示されている。パークス・カナダ・ビジターセンターにもこのような重要な品が展示されていて、この地域一帯の自然と人々の歴史を解説するのに用いられている。
1980年代後半、地元自治体とパークス・カナダは人慣れさせたホッキョクグマに教育を施すことに成功した。

### 医療
チャーチルには地域健康オーソリティという近代的な医療施設があり、約100人が働いている。44のベッドが備え付けてあり、チャーチルとヌナブト準州キバリック地域の住民に健康診断や歯の治療を施している。

### 極北研究
街の23km東には非営利の研究および教育を行う北部研究センターがあり、仕事場、食事、レンタル機器、さまざまな研究課題に対しての物的支援を行っている。

## 交通

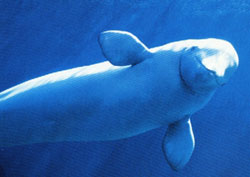
シロイルカ

チャーチル港は4隻のパナマックスサイズの貨物船を受け入れることが可能であり、ここから穀物やその他のばら積み貨物が主としてヨーロッパへ向けて出荷されている。しかし、冬は海が凍結してしまうため、7月から11月上旬までの期間しか使用できない。チャーチル港とカナダ国内の産地はハドソン湾鉄道により結ばれている。また乗客用路線はVIA鉄道によりウィニペグと結ばれている。さらに、コームエアーによる航空便がチャーチル空港とウィニペグおよびヌナブト準州内のチャーチルより北方の空港の間で運航されている。なお、他都市からチャーチルへ通じる道路はない。

## 気候
冬の寒さは非常に厳しい大陸性気候で、1月の平均気温は-26℃と同緯度に位置する地域に比べてもかなり低くなっており、1月の平均最高気温は-21.9℃にしかならない。一方、夏の気温はかなり上がり、真夏日になることもある。
| チャーチル（チャーチル空港）(1981−2010年平均)の気候 | チャーチル（チャーチル空港）(1981−2010年平均)の気候 | チャーチル（チャーチル空港）(1981−2010年平均)の気候 | チャーチル（チャーチル空港）(1981−2010年平均)の気候 | チャーチル（チャーチル空港）(1981−2010年平均)の気候 | チャーチル（チャーチル空港）(1981−2010年平均)の気候 | チャーチル（チャーチル空港）(1981−2010年平均)の気候 | チャーチル（チャーチル空港）(1981−2010年平均)の気候 | チャーチル（チャーチル空港）(1981−2010年平均)の気候 | チャーチル（チャーチル空港）(1981−2010年平均)の気候 | チャーチル（チャーチル空港）(1981−2010年平均)の気候 | チャーチル（チャーチル空港）(1981−2010年平均)の気候 | チャーチル（チャーチル空港）(1981−2010年平均)の気候 | チャーチル（チャーチル空港）(1981−2010年平均)の気候 |
| 月                                                  | 1月                                                 | 2月                                                 | 3月                                                 | 4月                                                 | 5月                                                 | 6月                                                 | 7月                                                 | 8月                                                 | 9月                                                 | 10月                                                | 11月                                                | 12月                                                | 年                                                  |
| --------------------------------------------------- | --------------------------------------------------- | --------------------------------------------------- | --------------------------------------------------- | --------------------------------------------------- | --------------------------------------------------- | --------------------------------------------------- | --------------------------------------------------- | --------------------------------------------------- | --------------------------------------------------- | --------------------------------------------------- | --------------------------------------------------- | --------------------------------------------------- | --------------------------------------------------- |
| 最高気温記録 °C （°F）                              | 1.7 (35.1)                                          | 1.8 (35.2)                                          | 9.0 (48.2)                                          | 28.2 (82.8)                                         | 28.9 (84)                                           | 32.2 (90)                                           | 34.0 (93.2)                                         | 36.9 (98.4)                                         | 29.2 (84.6)                                         | 20.6 (69.1)                                         | 7.2 (45)                                            | 3.0 (37.4)                                          | 36.9 (98.4)                                         |
| 平均最高気温 °C （°F）                              | −21.9 (−7.4)                                        | −20.2 (−4.4)                                        | −13.9 (7)                                           | −5.1 (22.8)                                         | 2.9 (37.2)                                          | 12.0 (53.6)                                         | 18.0 (64.4)                                         | 16.8 (62.2)                                         | 9.5 (49.1)                                          | 1.6 (34.9)                                          | −9 (16)                                             | −17.8 (0)                                           | −2.3 (27.9)                                         |
| 日平均気温 °C （°F）                                | −26 (−15)                                           | −24.5 (−12.1)                                       | −18.9 (−2)                                          | −9.8 (14.4)                                         | −1 (30)                                             | 7.0 (44.6)                                          | 12.7 (54.9)                                         | 12.3 (54.1)                                         | 6.4 (43.5)                                          | −1.2 (29.8)                                         | −12.7 (9.1)                                         | −21.9 (−7.4)                                        | −6.5 (20.3)                                         |
| 平均最低気温 °C （°F）                              | −30.1 (−22.2)                                       | −28.8 (−19.8)                                       | −23.9 (−11)                                         | −14.4 (6.1)                                         | −5 (23)                                             | 2.0 (35.6)                                          | 7.3 (45.1)                                          | 7.7 (45.9)                                          | 3.2 (37.8)                                          | −3.9 (25)                                           | −16.4 (2.5)                                         | −25.9 (−14.6)                                       | −10.7 (12.7)                                        |
| 最低気温記録 °C （°F）                              | −45 (−49)                                           | −45.4 (−49.7)                                       | −43.9 (−47)                                         | −33.3 (−27.9)                                       | −25.2 (−13.4)                                       | −9.4 (15.1)                                         | −2.2 (28)                                           | −2.2 (28)                                           | −11.7 (10.9)                                        | −24.5 (−12.1)                                       | −36.1 (−33)                                         | −41.8 (−43.2)                                       | −45.4 (−49.7)                                       |
| 降水量 mm （inch）                                  | 18.7 (0.736)                                        | 16.6 (0.654)                                        | 18.1 (0.713)                                        | 23.6 (0.929)                                        | 30.0 (1.181)                                        | 44.2 (1.74)                                         | 59.8 (2.354)                                        | 69.4 (2.732)                                        | 69.9 (2.752)                                        | 48.4 (1.906)                                        | 35.5 (1.398)                                        | 18.4 (0.724)                                        | 452.5 (17.815)                                      |
| 降雪量 cm （inch）                                  | 21.7 (8.54)                                         | 19.3 (7.6)                                          | 20.4 (8.03)                                         | 24.9 (9.8)                                          | 15.5 (6.1)                                          | 3.3 (1.3)                                           | 0.0 (0)                                             | 0.0 (0)                                             | 4.2 (1.65)                                          | 29.8 (11.73)                                        | 39.2 (15.43)                                        | 22.9 (9.02)                                         | 201.2 (79.21)                                       |
| 平均降雨日数 （≥0.2 mm）                            | 0.09                                                | 0.05                                                | 0.45                                                | 1.4                                                 | 5.1                                                 | 10.7                                                | 13.9                                                | 14.9                                                | 14.5                                                | 6.5                                                 | 0.91                                                | 0.24                                                | 67.5                                                |
| 平均降雪日数 （≥0.2 cm）                            | 11.9                                                | 10.3                                                | 11.1                                                | 8.3                                                 | 6.7                                                 | 1.5                                                 | 0.0                                                 | 0.06                                                | 2.6                                                 | 11.6                                                | 15.6                                                | 12.3                                                | 92.1                                                |
| 平均月間日照時間                                    | 79.7                                                | 117.7                                               | 177.8                                               | 198.2                                               | 197.0                                               | 243.0                                               | 281.7                                               | 225.9                                               | 112.0                                               | 58.1                                                | 55.3                                                | 53.1                                                | 1,799.5                                             |
| 出典：                                              |                                                     |                                                     |                                                     |                                                     |                                                     |                                                     |                                                     |                                                     |                                                     |                                                     |                                                     |                                                     |                                                     |